# 小浜市
小浜市（おばまし）は、福井県南西部（嶺南）に位置し、若狭湾に面する、旧若狭国の市。国府は遠敷。もと酒井氏11万石の城下町。日本海岸の要港。若狭塗・若狭めのう細工が特産。景勝地の蘇洞門がある。人口約3万人。ソフトバレーボール発祥の地。1951年（昭和26年）市制施行。

## 概要
畿内の色が濃い港町で、律令時代より前からヤマト王権の日本海側入口として盛えて来た。古く風情ある町並みを残しており若狭の小京都と呼ばれることも多い。また、市内には国宝や国指定の重要文化財が数多く立地し、海のある奈良と呼ばれることもある。
3月に奈良の東大寺で実施されるお水取りの水は、遠敷川・鵜の瀬から送られたものと言われている。また、伊勢志摩や淡路島と並んで、海産物を奈良や京都まで送った地域（御食国）の一つでもある。
江戸時代には浅井三姉妹の次女・初の夫である京極高次（京極氏）や、酒井氏などが治める小浜藩の城下町だった。この時代からサバの水揚げ基地ともなっており、鯖街道の起点となった。

## 地理

### 地形

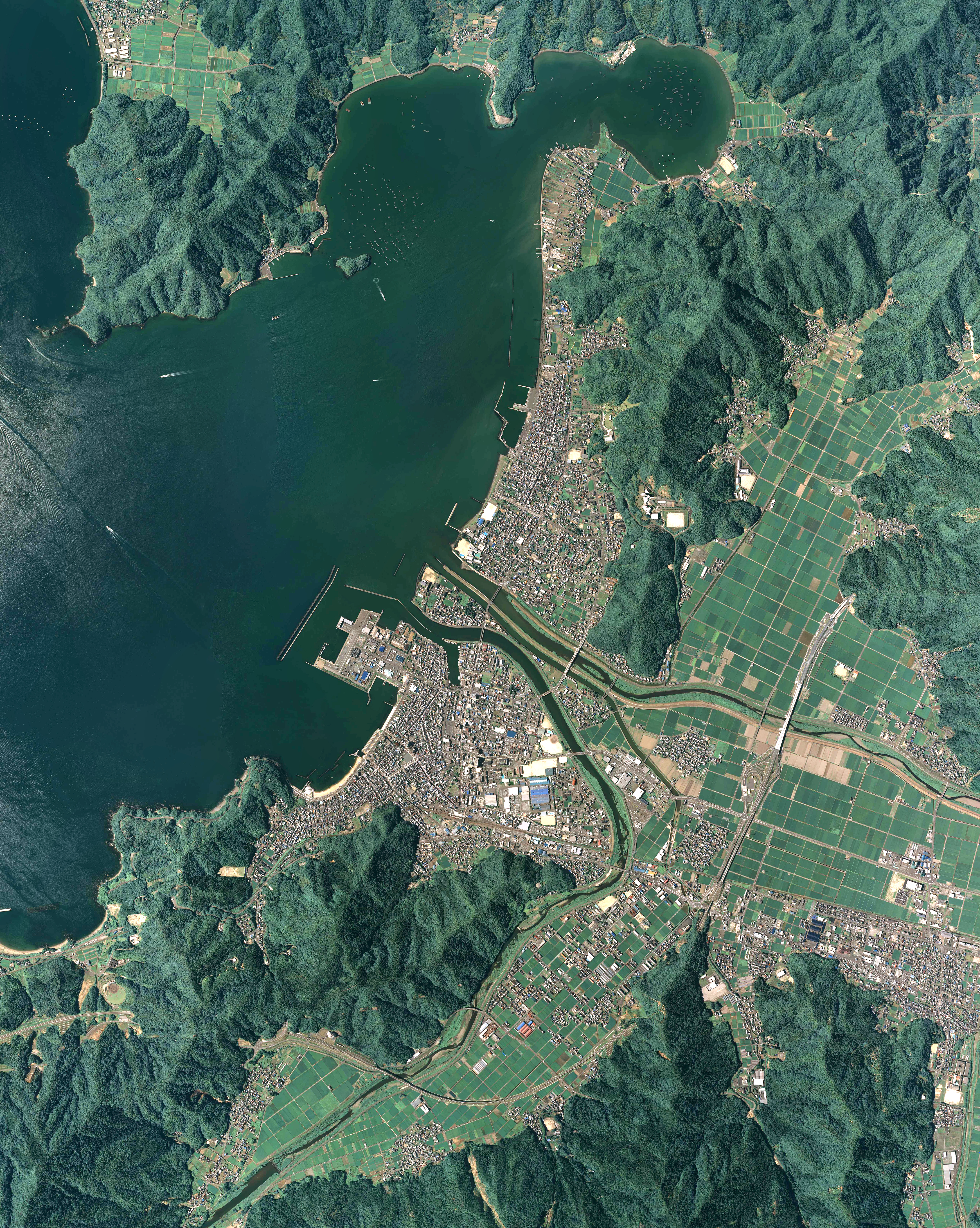
小浜市中心部周辺の空中写真。2013年7月20日撮影の10枚を合成作成。。

福井県の南西部、若狭国中央部に位置し北は若狭湾とその内湾である小浜湾に面する。古くから日本海の要港だった。東南部から小浜湾に流入する北川、南川、多田川流域に平地が開ける。
- 山：久須夜ヶ岳、百里ヶ岳、多田ヶ岳、飯盛山
- 川：北川、南川、多田川、松永川、遠敷川、江古川、森川、野代川、野木川、窪谷川、五十谷川、田村川、奥田縄川、須縄川、城亭川、込田川、太良川、飯盛川、本所川
- 湾：若狭湾（小浜湾、矢代湾）
- 半島：内外海半島、黒崎半島（別名：田烏半島）

### 気候
日本海側気候である。また、豪雪地帯対策特別措置法において豪雪地帯に指定されている。
| 小浜（小浜市遠敷、標高10m）の気候 | 小浜（小浜市遠敷、標高10m）の気候 | 小浜（小浜市遠敷、標高10m）の気候 | 小浜（小浜市遠敷、標高10m）の気候 | 小浜（小浜市遠敷、標高10m）の気候 | 小浜（小浜市遠敷、標高10m）の気候 | 小浜（小浜市遠敷、標高10m）の気候 | 小浜（小浜市遠敷、標高10m）の気候 | 小浜（小浜市遠敷、標高10m）の気候 | 小浜（小浜市遠敷、標高10m）の気候 | 小浜（小浜市遠敷、標高10m）の気候 | 小浜（小浜市遠敷、標高10m）の気候 | 小浜（小浜市遠敷、標高10m）の気候 | 小浜（小浜市遠敷、標高10m）の気候 |
| 月                                | 1月                               | 2月                               | 3月                               | 4月                               | 5月                               | 6月                               | 7月                               | 8月                               | 9月                               | 10月                              | 11月                              | 12月                              | 年                                |
| --------------------------------- | --------------------------------- | --------------------------------- | --------------------------------- | --------------------------------- | --------------------------------- | --------------------------------- | --------------------------------- | --------------------------------- | --------------------------------- | --------------------------------- | --------------------------------- | --------------------------------- | --------------------------------- |
| 最高気温記録 °C （°F）            | 18.5 (65.3)                       | 21.6 (70.9)                       | 25.2 (77.4)                       | 30.9 (87.6)                       | 34.0 (93.2)                       | 37.5 (99.5)                       | 38.9 (102)                        | 39.1 (102.4)                      | 38.0 (100.4)                      | 31.4 (88.5)                       | 26.6 (79.9)                       | 21.8 (71.2)                       | 39.1 (102.4)                      |
| 平均最高気温 °C （°F）            | 7.4 (45.3)                        | 8.0 (46.4)                        | 12.1 (53.8)                       | 18.0 (64.4)                       | 23.0 (73.4)                       | 26.3 (79.3)                       | 30.5 (86.9)                       | 32.1 (89.8)                       | 27.6 (81.7)                       | 21.9 (71.4)                       | 16.3 (61.3)                       | 10.5 (50.9)                       | 19.5 (67.1)                       |
| 日平均気温 °C （°F）              | 3.8 (38.8)                        | 4.1 (39.4)                        | 7.4 (45.3)                        | 12.6 (54.7)                       | 17.7 (63.9)                       | 21.6 (70.9)                       | 25.7 (78.3)                       | 27.0 (80.6)                       | 22.9 (73.2)                       | 17.2 (63)                         | 11.6 (52.9)                       | 6.5 (43.7)                        | 14.8 (58.6)                       |
| 平均最低気温 °C （°F）            | 0.4 (32.7)                        | 0.4 (32.7)                        | 2.8 (37)                          | 7.5 (45.5)                        | 12.8 (55)                         | 17.6 (63.7)                       | 22.1 (71.8)                       | 23.0 (73.4)                       | 19.1 (66.4)                       | 12.8 (55)                         | 7.1 (44.8)                        | 2.6 (36.7)                        | 10.7 (51.3)                       |
| 最低気温記録 °C （°F）            | −9.4 (15.1)                       | −10.1 (13.8)                      | −6.7 (19.9)                       | −1.5 (29.3)                       | 3.9 (39)                          | 6.3 (43.3)                        | 13.6 (56.5)                       | 14.0 (57.2)                       | 8.5 (47.3)                        | 2.7 (36.9)                        | −1.2 (29.8)                       | −7.8 (18)                         | −10.1 (13.8)                      |
| 降水量 mm （inch）                | 217.6 (8.567)                     | 156.6 (6.165)                     | 135.4 (5.331)                     | 108.4 (4.268)                     | 137.9 (5.429)                     | 137.8 (5.425)                     | 180.7 (7.114)                     | 157.1 (6.185)                     | 234.4 (9.228)                     | 179.9 (7.083)                     | 160.0 (6.299)                     | 222.6 (8.764)                     | 2,018.7 (79.476)                  |
| 降雪量 cm （inch）                | 66 (26)                           | 62 (24.4)                         | 9 (3.5)                           | 0 (0)                             | 0 (0)                             | 0 (0)                             | 0 (0)                             | 0 (0)                             | 0 (0)                             | 0 (0)                             | 0 (0)                             | 20 (7.9)                          | 157 (61.8)                        |
| 平均月間日照時間                  | 64.1                              | 77.4                              | 124.7                             | 169.3                             | 196.8                             | 141.2                             | 162.6                             | 205.2                             | 140.6                             | 136.9                             | 104.3                             | 81.5                              | 1,613.4                           |
| 出典：気象庁                      |                                   |                                   |                                   |                                   |                                   |                                   |                                   |                                   |                                   |                                   |                                   |                                   |                                   |

### 人口
| |                                        |  |
| 小浜市と全国の年齢別人口分布（2005年） | 小浜市の年齢・男女別人口分布（2005年） |  |
| ■紫色 ― 小浜市 ■緑色 ― 日本全国 | ■青色 ― 男性 ■赤色 ― 女性              |  |
| 小浜市（に相当する地域）の人口の推移 \| 1970年（昭和45年） \| 33,702人 \| \| \| 1975年（昭和50年） \| 33,890人 \| \| \| 1980年（昭和55年） \| 34,049人 \| \| \| 1985年（昭和60年） \| 34,011人 \| \| \| 1990年（平成2年） \| 33,774人 \| \| \| 1995年（平成7年） \| 33,496人 \| \| \| 2000年（平成12年） \| 33,295人 \| \| \| 2005年（平成17年） \| 32,182人 \| \| \| 2010年（平成22年） \| 31,340人 \| \| \| 2015年（平成27年） \| 29,670人 \| \| \| 2020年（令和2年） \| 28,991人 \| \| |                                        |  |
| 総務省統計局 国勢調査より |                                        |  |
| 1970年（昭和45年） | 33,702人                               |  |
| 1975年（昭和50年） | 33,890人                               |  |
| 1980年（昭和55年） | 34,049人                               |  |
| 1985年（昭和60年） | 34,011人                               |  |
| 1990年（平成2年） | 33,774人                               |  |
| 1995年（平成7年） | 33,496人                               |  |
| 2000年（平成12年） | 33,295人                               |  |
| 2005年（平成17年） | 32,182人                               |  |
| 2010年（平成22年） | 31,340人                               |  |
| 2015年（平成27年） | 29,670人                               |  |
| 2020年（令和2年） | 28,991人                               |  |

#### 健康
- 平均年齢 49.8歳（2020年国勢調査）

### 隣接自治体
福井県
- 三方上中郡：若狭町
- 大飯郡：おおい町

 滋賀県
- 高島市

## 歴史

### 古代
若狭国の遠敷郡（おにゅうぐん）と大飯郡の一部を占め、延喜式名神大社で若狭国一宮の若狭彦神社、若狭国二宮の若狭姫神社が鎮座する。他にも延喜式内社は多い。
若狭国府も小浜付近にあったと考えられるが、比定地は不明である。

### 中世・近世
鎌倉時代に小浜は国衙の税所が支配する今富名の一部に組み込まれたが、南北朝時代に入ると若狭守護の支配下に置かれた。守護は度々代わり、そのうちに今富名は山名氏に恩賞として与えられたために、守護に任じられた一色氏は山名氏と対立、明徳の乱で山名氏と戦い今富名と丹後国を奪って小浜の支配を回復した。
一色義貫が足利義教に謀殺されると、謀殺に加担した武田氏が安芸から、若狭国の守護として入り、京都から多くの貴族を招くなど、公家文化が華ひらいた。織豊期に、越前国の朝倉氏の攻撃によって衰退した。
関ヶ原の戦いの後、論功行賞により浅井三姉妹の次女・初の夫である京極高次が若狭一国8万5,000石を賜って後瀬山城に入城する。京極家はさらに小浜城（雲浜城）を築き、小浜は小浜藩の城下町として盛えた。その後、京極家は出雲の松江に加増転封され、代わって酒井忠勝が徳川家光から長年の忠勤の褒美として若狭の国持大名として封じられた（しかし、国持大名としての格式は1代のみ）。

### 近代・現代
明治
- 1871年
  - 8月29日（明治4年7月14日）：廃藩置県により小浜県を置く。
  - 12月31日（明治4年11月20日）：敦賀県に編入される。
- 1872年（明治5年）9月：小浜町に小学校創設（のち習長小学校→小浜小学校→小浜尋常高等小学校）。
- 1873年（明治6年）1月：廃城令により小浜城天守閣解体。
- 1974年（明治7年）3月：小浜城下町方の旧五十二町の町割りを改め津島町、今宮町、住吉町、香取町などの二十四町一村に町名改正[2]。
- 1875年（明治8年）7月：小学授業法伝習所（のち小浜伝習学校）を遠敷郡竹原村琢成小学校内に設置。
- 1876年（明治9年）
  - 8月21日：敦賀県が分割され、小浜市の区域は滋賀県に編入される。
  - 10月24日：滋賀県警察第七方面出張所、小浜に開庁。
- 1877年（明治10年）
  - 6月27日：嶺南4郡を所管する小浜区裁判所新設。
  - 12月17日：国立銀行条例による第二十五国立銀行設立（翌1878年1月、開業）。
- 1878年（明治11年）7月：遠敷郡役所が小浜に設置[3]。
- 1881年（明治14年）
  - 1月：遠敷郡役所が竹原村字栗広浜（現・小浜市千種）に移転[3]。
  - 2月7日：滋賀県から分立され、新設の福井県に編入される。
- 1882年（明治15年）8月10日：敦賀 - 小浜間電信開通。
- 1886年（明治19年）
  - 8月25日：小浜町に小浜銀行創立。
  - 9月8日：丹州汽船会社が小浜 - 宮津間で営業開始。
- 1887年（明治20年）3月10日：小浜に恵（聖ルカ）教会設立。
- 1889年（明治22年）4月1日：町村制の施行により、遠敷郡小浜町、雲浜村、西津村、内外海村、松永村、宮川村、遠敷村、国富村、今富村、口名田村、中名田村及び大飯郡加斗村（長井の区域を含む。）が発足する。
- 1894年（明治27年）
  - 4月：福井県立尋常中学校分校（のち小浜中学校→現・福井県立若狭高等学校）設置。
  - 9月4日：小浜町に若狭商業銀行設立。
- 1895年（明治28年）：雲浜村竹原に福井県簡易農学校分校水産科（現・福井県立小浜水産高等学校）設置。
- 1896年（明治29年）4月7日：西津村に小浜貯蓄銀行設立。
- 1898年（明治31年）10月4日：雲浜村に若狭銀行設立。
- 1905年（明治38年）7月：有志の発起により、雲浜村西津に私立稚桜女学校（のち福井県立小浜高等女学校→現・福井県立若狭高等学校）開設。
- 1911年（明治44年）2月：小浜小学校内に私立小浜図書館創立。

大正
- 1914年（大正3年）8月3日：小浜公園開園。
- 1915年（大正4年）：小浜電灯（翌年、若狭電気に名称を変更する。）、遠敷村に下根来水力発電所竣工。
- 1918年（大正7年）11月10日：小浜線が小浜まで延伸。小浜駅開業｡

昭和
- 1934年（昭和9年）1月22日：蘇洞門が国名勝に指定される。
- 1935年（昭和10年）4月1日：遠敷郡雲浜村及び西津村が遠敷郡小浜町に編入する。
- 1936年（昭和11年）6月15日：省線自動車小浜 - 新平野線開業。
- 1943年（昭和18年）9月1日：小浜町竹原で芝浦製作所小浜工場、操業開始。
- 1945年（昭和20年）：アメリカ軍により小浜湾機雷封鎖。駆逐艦榎触雷着底[4]。
- 1947年（昭和22年）10月24日：小浜町に昭和天皇の戦後巡幸。芝浦製作所小浜工場などを訪問[5]。
- 1951年（昭和26年）3月30日：遠敷郡小浜町、内外海村、松永村、遠敷村、国富村、今富村、口名田村及び中名田村が合併して、小浜市が発足する。
- 1953年（昭和28年）9月25日：台風13号襲来。死傷者755名。南川、北川が氾濫して川沿いの田畑がほとんど全滅に近い被害を受ける[6]。
- 1955年（昭和30年）
  - 1月10日：大飯郡加斗村の区域の内、長井の区域が大飯郡本郷村に編入する。
  - 2月21日：遠敷郡宮川村及び大飯郡加斗村が小浜市に編入する。現在の小浜市の区域となる。
- 1968年（昭和43年）10月4日 - 昭和天皇、香淳皇后が第23回国民体育大会の会場となった若狭高校体育館に行幸啓[7]。
- 1969年（昭和44年）2月24日：小浜市議会に原子力発電所誘致のための委員会設置。
- 1972年（昭和47年）
  - 6月20日：市長が、市議会において、田烏への原子力発電所誘致断念を表明。
  - 7月1日：久須夜ヶ岳有料道路（エンゼルライン）開通。
- 1973年（昭和48年）11月13日：田中角栄内閣、北陸新幹線整備計画（いわゆる若狭ルート）を閣議決定。
- 1983年（昭和58年）11月9日：小浜新港開港。
- 1984年（昭和59年）8月：田烏に、国立若狭湾少年自然の家開所。

平成
- 1991年（平成3年）4月10日：高塚に、若狭ヘリポート供用開始。
- 1993年（平成5年）4月：福井県立大学小浜キャンパス開設。
- 2003年（平成15年）
  - 3月9日：舞鶴若狭自動車道、舞鶴東IC - 小浜西IC間開通。
  - 9月14日 - 10月13日：若狭路博2003開催。
- 2011年（平成23年）7月16日：舞鶴若狭自動車道、小浜西IC - 小浜IC間開通。
- 2014年（平成26年）7月20日：舞鶴若狭自動車道、小浜IC - 敦賀JCT間開通。（舞鶴若狭道全線開通）

## 行政
- 市長：杉本和範（2024年8月5日就任、1期目）

歴代市長
| 代   | 氏名       | 就任   | 退任   | 備考                             |
| ---- | ---------- | ------ | ------ | -------------------------------- |
| 初代 | 田中信蔵   | 1951年 | 1953年 |                                  |
| 2代  | 中崎源治郎 | 1953年 | 1953年 | 昭和28年台風第13号にて被災し死亡 |
| 3代  | 今島寿吉   | 1953年 | 1965年 |                                  |
| 4代  | 鳥居史郎   | 1965年 | 1973年 |                                  |
| 5代  | 浦谷音次郎 | 1973年 | 1984年 |                                  |
| 6代  | 吹田安兵衛 | 1984年 | 1988年 |                                  |
| 7代  | 辻與太夫   | 1988年 | 2000年 |                                  |
| 8代  | 村上利夫   | 2000年 | 2008年 |                                  |
| 9代  | 松崎晃治   | 2008年 | 2024年 |                                  |
| 10代 | 杉本和範   | 2024年 | 現職   |                                  |

## 議会

### 市議会
- 定数：18人[8]

### 衆議院
- 選挙区：福井県第2区（小浜市・敦賀市・鯖江市・越前市・今立郡・南条郡・丹生郡・三方郡・大飯郡・三方上中郡）
- 任期：2024年（令和6年）10月27日 - 2028年（令和10年）10月26日（「第50回衆議院議員総選挙」参照）

| 議員名   | 党派名       | 当選回数 | 備考     |
| -------- | ------------ | -------- | -------- |
| 辻英之   | 立憲民主党   | 1        | 選挙区   |
| 斉木武志 | 日本維新の会 | 3        | 比例復活 |

## 提携都市

### 日本国内
姉妹都市
- 奈良県奈良市
1971年11月7日 姉妹都市締結
- 埼玉県川越市
1982年11月30日 姉妹都市締結

提携都市
- 静岡県富士宮市
2005年6月4日 食のまちづくり交流宣言締結

その他
- 過去には若狭の小京都「小浜」として全国京都会議に加盟していた[1]。

### 海外
- 慶州市（韓国、慶尚北道）
  - 1977年2月13日 姉妹都市締結
- 西安市（中華人民共和国、陝西省）
  - 2004年9月28日 友好都市締結
- 平湖市（中華人民共和国、浙江省）
  - 2006年4月25日 友好都市締結

## 経済

小浜市中心部

- 産業人口（2005年国勢調査）
  - 第一次産業：839人
  - 第二次産業：4,832人
  - 第三次産業：10,318人

### 第一次産業

#### 漁業
- 主な漁港
  - 田烏漁港
  - 内外海漁港
  - 小浜漁港

## 生活

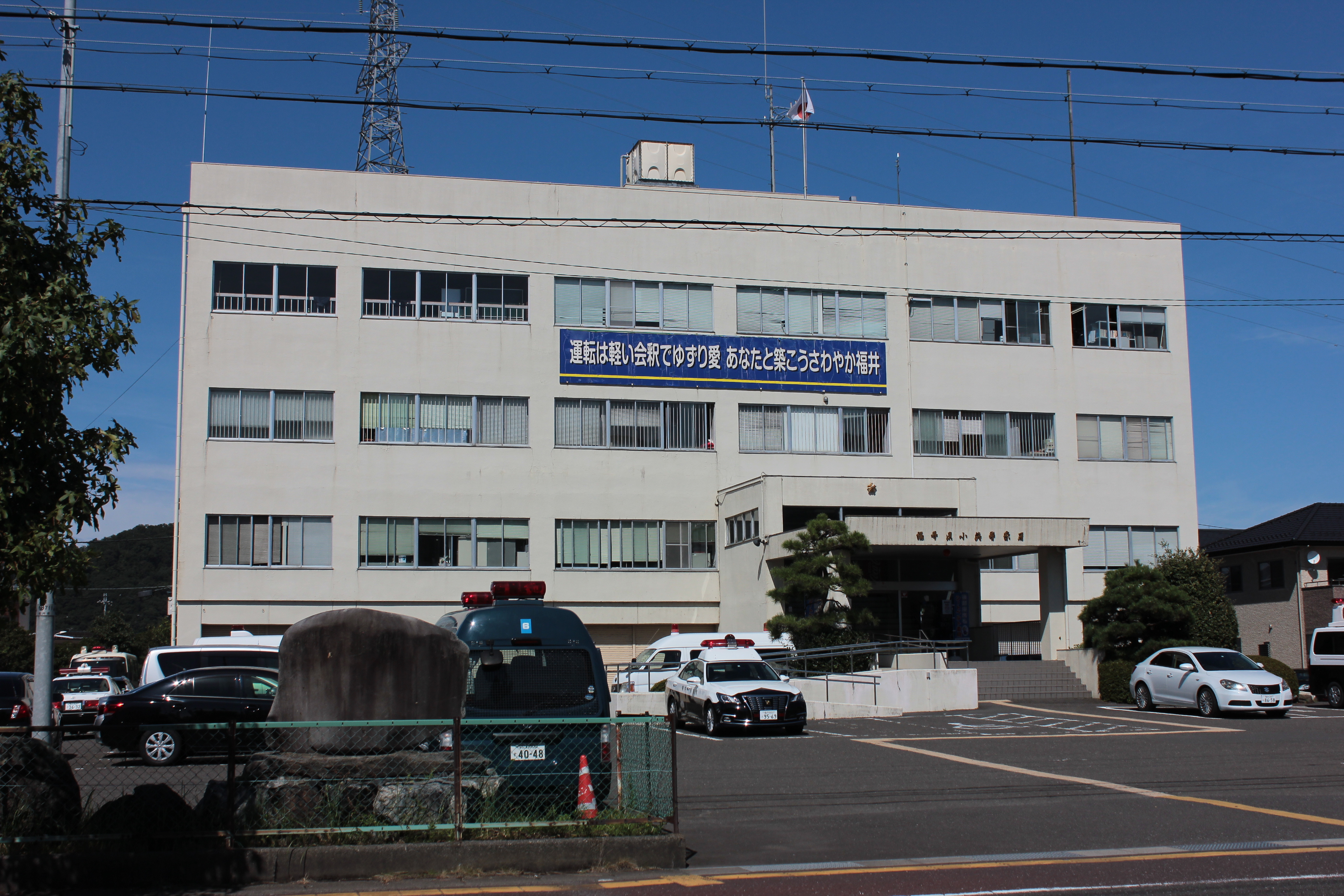
小浜警察署

若狭消防署

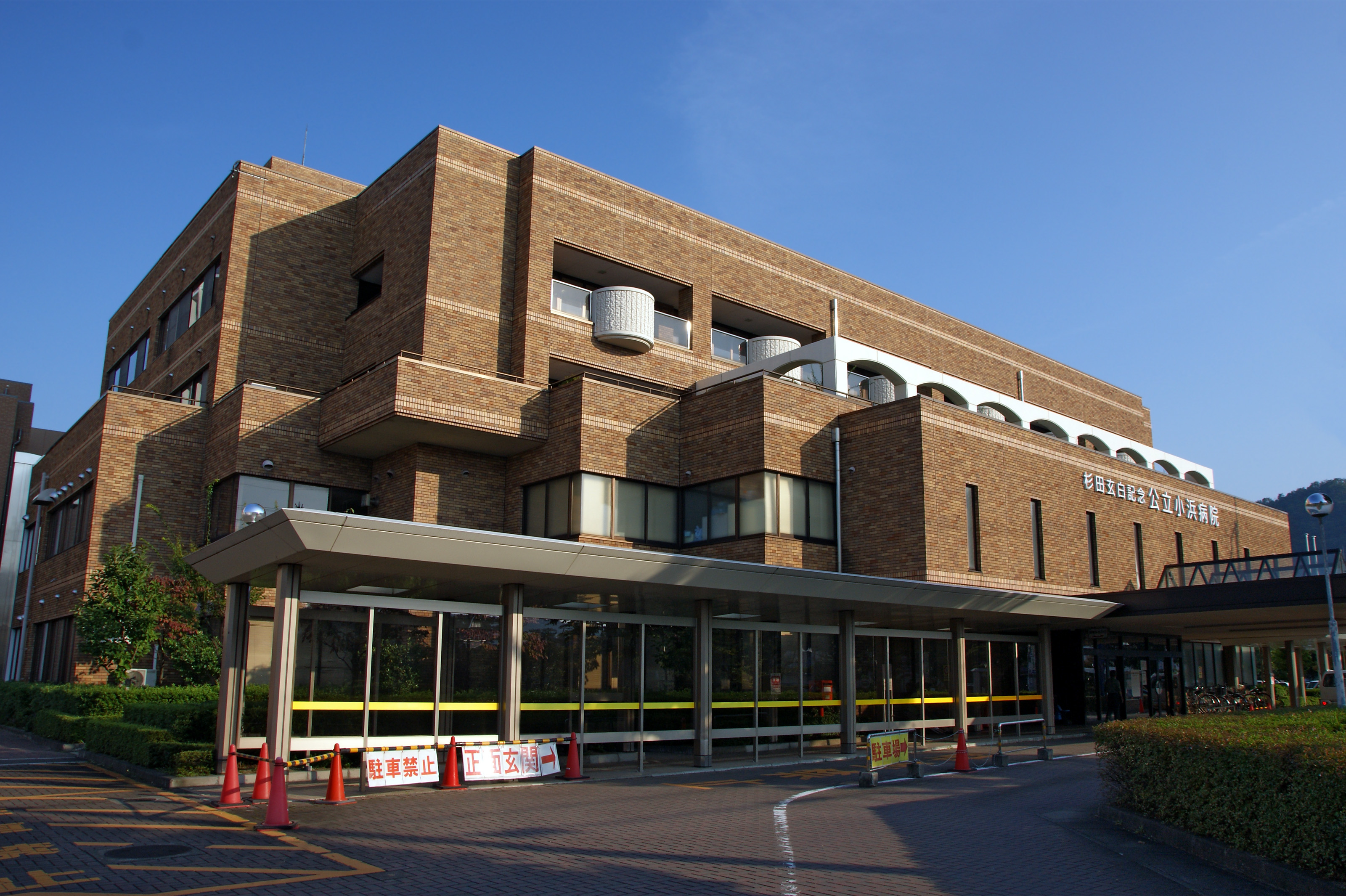
杉田玄白記念公立小浜病院

### 国の機関
- 裁判所：福井家庭裁判所小浜出張所、小浜簡易裁判所
- 法務省：福井地方法務局小浜支局
- 国税庁：小浜税務署（金沢国税局）
- 厚生労働省：小浜公共職業安定所（福井労働局）
- 国土交通省：嶺南河川国道維持出張所（近畿地方整備局福井河川国道事務所）
- 海上保安庁：小浜海上保安署（第八管区敦賀海上保安部）
- 林野庁：福井森林管理署小浜森林事務所（近畿中国森林管理局）

### 警察
- 小浜警察署

### 消防
- 若狭消防組合消防本部

### 病院
公立
- 杉田玄白記念公立小浜病院

民間
- 田中病院

### 郵便
- 小浜郵便局
- 内外海郵便局
- 遠敷郵便局
- 小浜今富郵便局
- 小浜駅前郵便局

- 小浜住吉郵便局
- 小浜玉前郵便局
- 小浜西津郵便局
- 加斗郵便局
- 口名田郵便局

- 新平野郵便局
- 中名田郵便局
- 宮川郵便局
- 田烏簡易郵便局

### 文化施設

福井県立若狭歴史博物館

- 福井県立若狭歴史博物館
- 福井県立若狭図書学習センター
- 小浜市立図書館
- 小浜市文化会館
- 山川登美子記念館
- 小浜市働く婦人の家
- 小浜市総合福祉センター
- 若狭ふれあいセンター
- 勤労福祉会館
- 健康管理センター
- 久須夜交流センター
- 小浜市サイクリングセンター

### 体育施設
- 小浜市民体育館
- 総合運動場
- 温水プール
- テニス場
- 野球場
- 中央・野代グラウンド

### 教育
大学
- 福井県立大学 - 小浜キャンパス、かつみキャンパス

高等学校
- 福井県立若狭高等学校 - 本校、海洋キャンパス
- 福井県立若狭東高等学校
- AOIKE高等学校（広域通信制高等学校）

中学校
- 小浜市立小浜中学校
- 小浜市立小浜第二中学校

小学校
※の小学校は標準服の着用が義務付けられている。
- ※小浜市立今富小学校
- ※小浜市立内外海小学校
- 小浜市立雲浜小学校

- ※小浜市立小浜小学校
- ※小浜市立加斗小学校
- ※小浜市立口名田小学校

- ※小浜市立中名田小学校
- ※小浜市立西津小学校
- ※小浜市立小浜美郷小学校

特別支援学校
- 福井県立嶺南西特別支援学校

### マスメディア
- ケーブルテレビ若狭小浜

## 交通

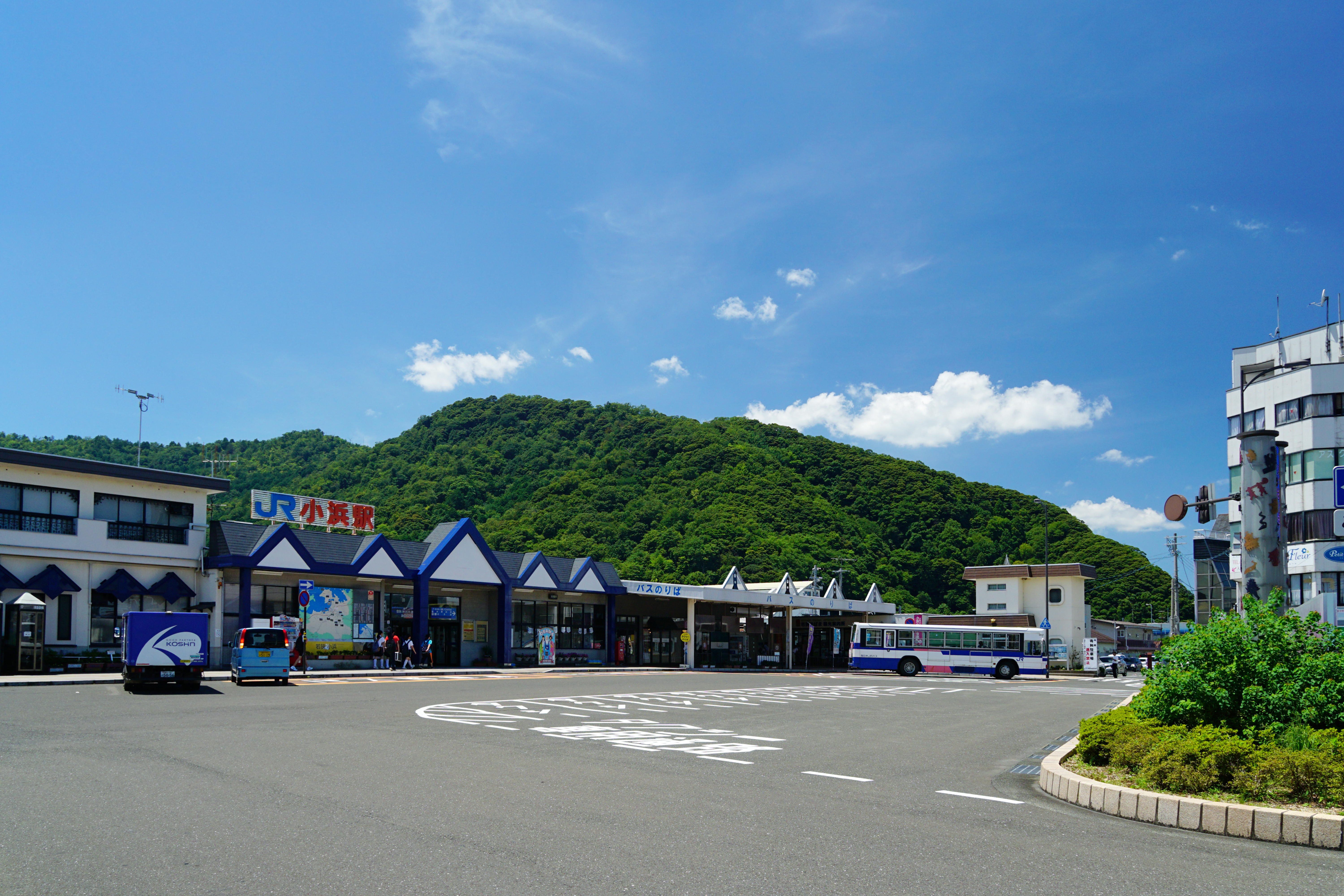
小浜駅

小浜IC

若狭ヘリポート

### 鉄道
西日本旅客鉄道（JR西日本）
- 小浜線
  - 新平野駅 - 東小浜駅 - 小浜駅 - 勢浜駅 - 加斗駅

北陸新幹線では東小浜駅と小浜駅の間の小浜線と交差する位置に新幹線駅の設置が予定されている。

### 路線バス
- 西日本JRバス - 2003年3月までは市内各所に路線があったが大幅縮小し、現在は小浜駅から若狭町旧上中町域を経由し近江今津駅（滋賀県高島市）に向かう若江線1路線のみ運行。
  - 小浜駅 - 若狭国分 - 新平野駅口 - 上中 - 若狭熊川 - 保坂 - 近江今津駅
- 大和交通 - 小浜市内から小浜駅を経由しおおい町名田庄地域へ向かう1路線。
  - 小浜二中前 - 小浜駅 - 口田縄 - 三重 - あきない館 - 名田庄中学校 - 佐野 - ホテル流星館
- 小浜市コミュニティバス「あいあいバス」 - 小浜駅を拠点に市内（宮川線の一部は若狭町を通る）10路線。運行は大和交通および三福タクシーに委託している。

かつては京都、大阪方面への高速バスが運行されていた。

### 道路
高速道路
- E27 舞鶴若狭自動車道
  - （中国道方面） - (10)小浜西IC - 加斗PA - (11)小浜IC - （北陸道方面）

一般国道
- 国道27号
- 国道162号

都道府県道
主要地方道
- 福井県道・京都府道1号小浜綾部線
- 福井県道14号小浜停車場線
- 福井県道15号小浜港線
- 福井県道22号上中田烏線
- 福井県道・滋賀県道23号小浜朽木高島線
- 福井県道24号小浜上中線
- 福井県道35号久坂中ノ畑小浜線

一般県道
- 福井県道107号泊小浜停車場線
- 福井県道146号東小浜停車場線
- 福井県道148号加斗停車場線
- 福井県道219号本保平野線
- 福井県道220号羽賀東小浜停車場線
- 福井県道222号中井青井線
- 福井県道223号岡田深谷線
- 福井県道235号加斗袖崎住吉線
- 福井県道249号田烏公園線
- 福井県道267号小浜インター線
- 福井県道802号小浜大飯高浜自転車道線

広域農道
- 若狭西街道

### ヘリポート
- 若狭ヘリポート

## 観光

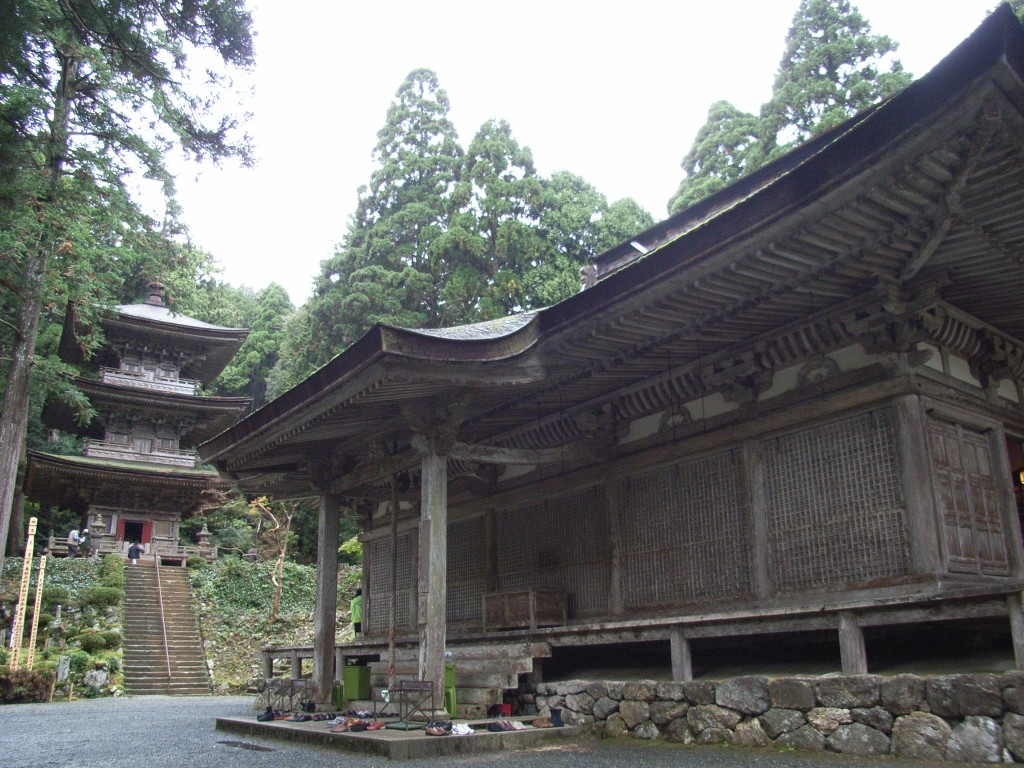
国宝・明通寺本堂と三重塔

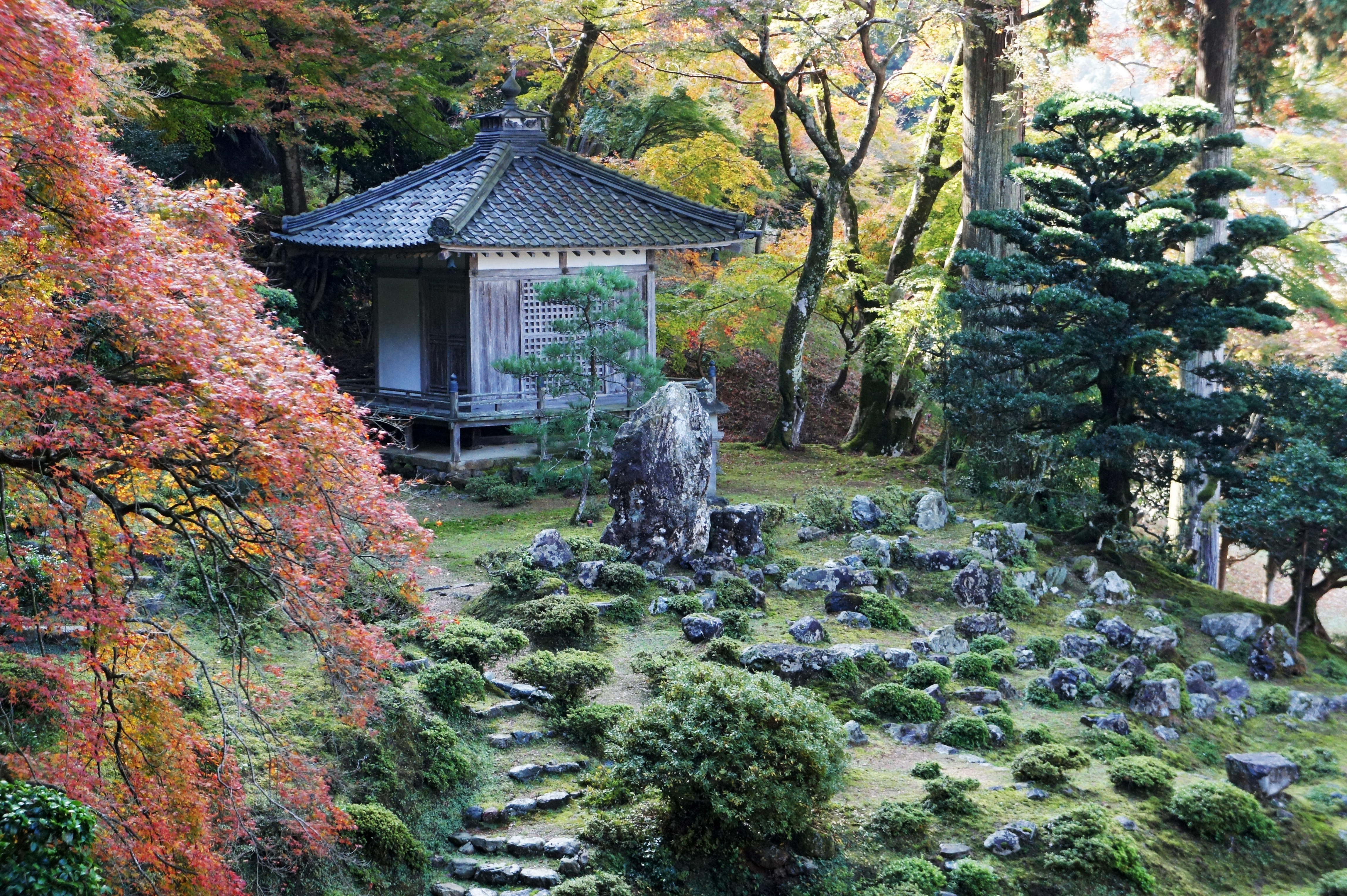
名勝・萬徳寺庭園

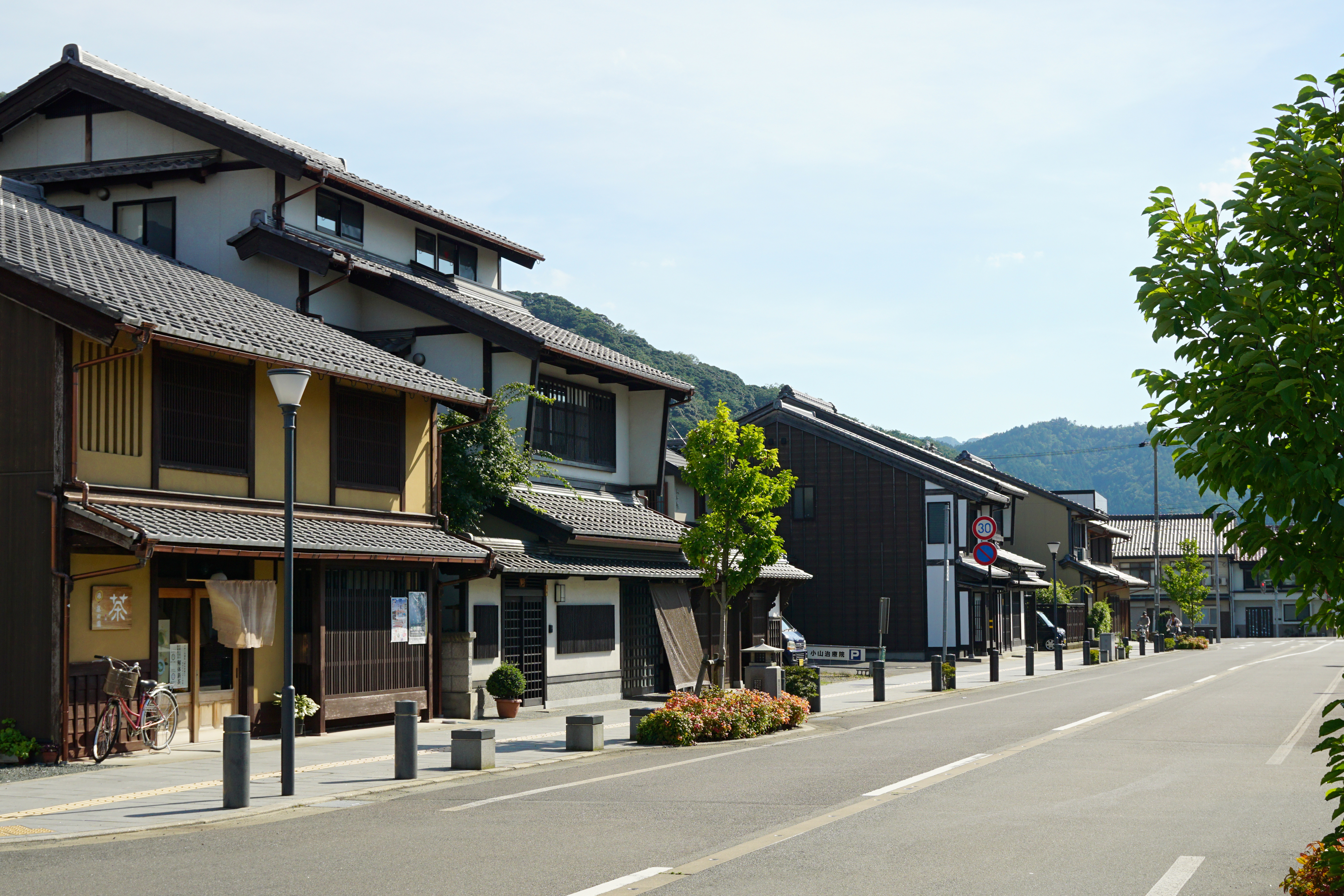
小浜西組

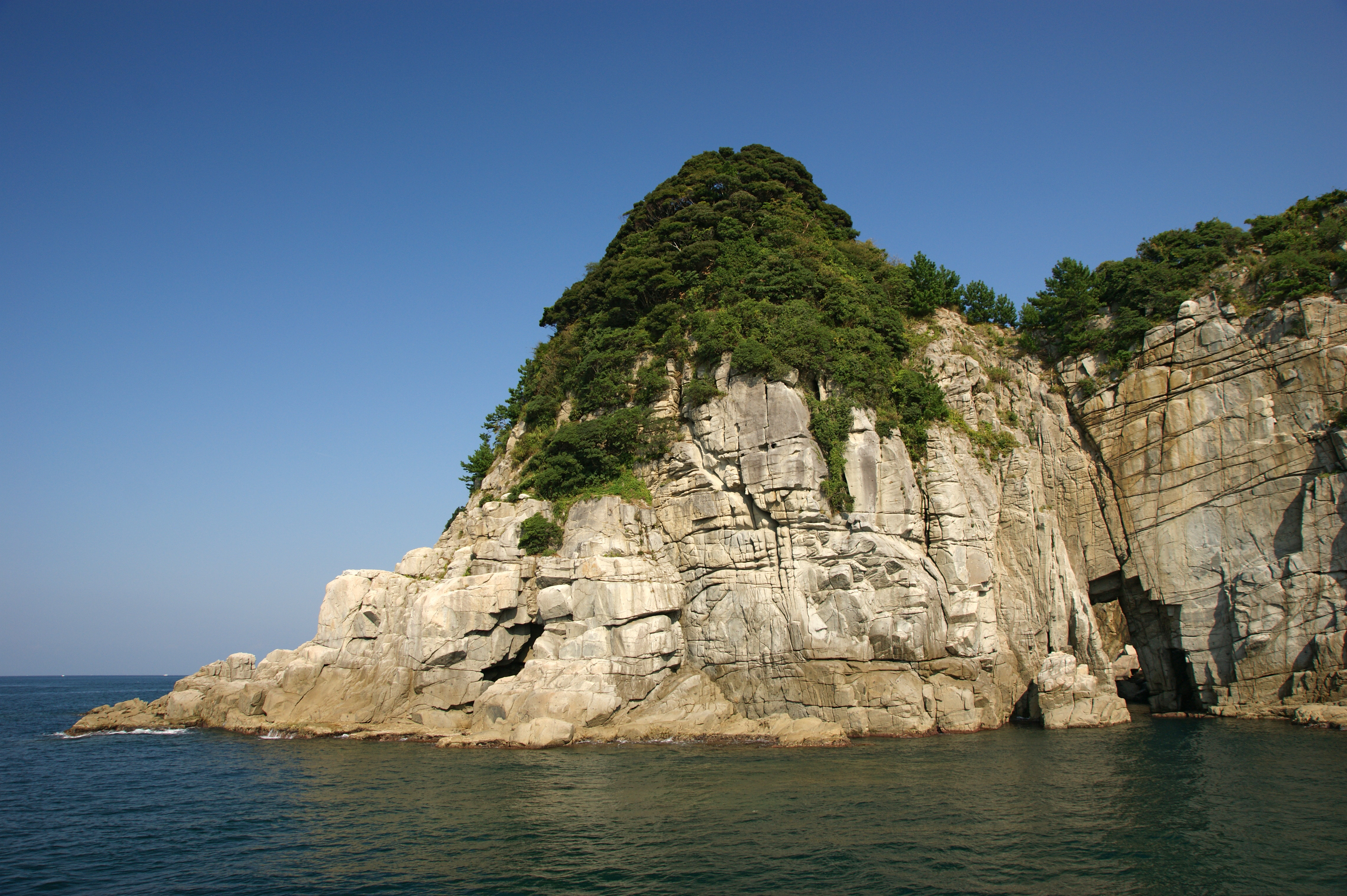
名勝・蘇洞門

小浜市は「御食国」の一角だった歴史から、観光関係者は「心やすらぐ美食の郷 御食国若狭おばま」をキャッチフレーズに掲げている。また、多くの名勝・旧跡および周辺の自然と食材の豊富さから、第5次小浜市総合計画では、『「夢、無限大」感動おばま』をキャッチフレーズに掲げていた。

### 文化財
- 明通寺 - 806年に坂上田村麻呂の創建と伝える古寺、本堂と三重塔が国宝、他重要文化財多数
- 萬徳寺 - 枯山水庭園が名勝、ヤマモミジが国の天然記念物
- 若狭国分寺 - 741年創建、本尊の木造薬師如来坐像が重要文化財
- 若狭神宮寺 - 714年創建、本堂と仁王門が重要文化財。お水送りの寺
- 羽賀寺 - 716年創建と伝える古寺、本堂、本尊の木造十一面観音立像などが重要文化財。北陸三十三ヵ所観音霊場第5番札所。
- 妙楽寺 - 鎌倉時代建築の本堂などが重要文化財
- 多田寺 - 日本三大薬師の一つ、木造薬師如来立像・十一面観音立像・菩薩立像が重要文化財。北陸三十三ヵ所観音霊場第4番札所・北陸白寿観音霊場第2番札所。若狭観音霊場第18番札所。
- 妙楽寺 - 本堂、木造千手観音立像が国の重要文化財。北陸三十三ヵ所観音霊場第3番札所・若狭観音霊場第19番札所。
- 圓照寺 - 木造大日如来坐像、木造不動明王立像が国の重要文化財：林泉庭園 県指定名勝。若狭観音霊場第20番札所。
- 正林庵 - 荘園研究で有名な太良荘にある。銅造如意輪観音半跏像が国の重要文化財：福井県最古の金銅仏
- 飯盛寺 - 本堂が重要文化財
- 長源寺 - 絹本著色弥勒菩薩像が重要文化財
- 長慶院 - 木造観音菩薩坐像が重要文化財、小浜市堅海
- 谷田寺 - 木造千手観音立像が重要文化財、小浜市谷田部
- 加茂神社 - 木造千手観音立像が重要文化財、小浜市加茂
- 若狭彦神社 - 若狭一の宮 太刀（伝宗近）などが重要文化財、当神社に伝わった銅造薬師如来立像（重要文化財）は竜前地区が管理。
- 若狭姫神社 - 若狭二の宮
- 旧中名田郵便局 - 国登録有形文化財

### 名所・旧跡
主な城郭・館
- 後瀬山城跡 - 安土桃山時代 - 江戸時代初期にかけての石垣あり。国の史跡。
- 小浜城跡 - 京極高次が着工し小浜藩酒井氏が整備した居城跡。県指定史跡。

主な神社
小浜市中心部の24区には、各地の神社に由来する名前が付いている。

| - 浅間神社（小浜浅間） - 飛鳥神社（小浜飛鳥） - 生玉神社（小浜生玉） - 今宮神社（小浜今宮） - 大原神社（小浜大原） - 大宮神社（小浜大宮） | - 男山神社（小浜男山） - 鹿島神宮（小浜鹿島） - 香取神宮（小浜香取） - 神田明神（小浜神田） - 貴船神社（小浜貴船） - 清滝神社（小浜清滝） | - 酒井神社（小浜酒井） - 鹽竈神社（小浜塩竈） - 白鳥神社（小浜白鳥） - 白鬚神社（小浜白髭） - 鈴鹿神社（小浜鈴鹿） - 住吉大社（小浜住吉） | - 多賀大社（小浜多賀） - 龍田神社（小浜竜田） - 玉前神社（小浜玉前） - 津島神社（小浜津島） - 日吉大社（小浜日吉） - 広峯神社（小浜広峰） |

主な寺院
- 若狭国分寺跡 - 国の史跡

主な遺跡
- 岡津製塩遺跡 - 飯盛山山麓の岡津にある7世紀から8世紀にかけての製塩遺跡、国の史跡
- 加茂古墳 - 小浜市加茂にある福井県下で最大級の横穴式石室

主な史跡
- 小浜藩台場跡 - 松ヶ瀬台場、鋸崎台場、国の史跡。川崎台場。

### 観光スポット
小浜地区周辺
- 小浜港
  - 御食国若狭おばま食文化館
  - 若狭フィッシャーマンズ・ワーフ
  - 濱の湯（スーパー銭湯）
  - 若狭おばま海の駅
- 小浜海浜公園 - 人魚の浜海水浴場、梅田雲浜像、佐久間勉像、父子海岸等、旅館街や飲食街が並ぶ。
- 小浜西組 - 重要伝統的建造物群保存地区
  - 空印寺 - 元は京極高次の菩提寺で泰雲寺といい、後に酒井家の歴代菩提寺となり改名した。
    - 八百比丘尼入定の洞穴 - 空印寺境内にある。

  - 常高寺 - 京極高次の妻・初（常高院）の菩提寺
  - 高成寺 - 紙本墨書印可状が重要文化財。若狭観音霊場第21番札所。
  - 三丁町 - 小浜西組の遊廓街、町並み保存資料館が面影をしのばす。
  - 小浜市まちの駅・旭座
- 山川登美子記念館
- 道の駅若狭おばま

湾岸
- 小浜湾
- 内外海半島
- 蘇洞門 - 内外海半島の東に6キロメートル続く海蝕洞群。国の名勝
- 矢代湾
  - 沖の石 - 田烏の沖に浮かぶ岩礁で二条院讃岐が歌に詠みこんだ。
- 蒼島 - 蒼島暖地性植物群落が国の天然記念物

海水浴場
- 小浜湾内海水浴場
  - 人魚の浜海水浴場（人工海浜）
  - 勢浜海水浴場
  - 若狭鯉川シーサイドパーク（人工海浜）
- 矢代湾内海水浴場
  - 阿納海水浴場
  - 犬熊海水浴場
  - 志積海水浴場
  - 矢代海水浴場
  - 田烏代海水浴場
  - 大浜海水浴場
- 内外海半島若狭湾岸
  - 宇久海水浴場

## 文化・名物

### 祭事・催事
- お水送り（3月2日） - 神宮寺・鵜の瀬。奈良・東大寺お水取りの対となっている祭り。
- 手杵祭（4月3日） - 県無形民俗文化財。759年に漂着した唐船の異人たちを杵で撲殺し財宝を奪ったところ災難が続いたため観音堂を建て以後祭りを行なって弔ったのが起こりで、矢代観音で開かれる[11]。
- お城祭り（5月2・3日） - 小浜城址周辺、雲浜獅子が見もの。
- 箸祭り（8月4日）
- 地蔵盆（8月23日） - 特に西津地区、小浜地区で盛ん。
- 放生まつり（9月14日・15日） - 毎年9月敬老の日直前の土・日曜日に行われる小浜男山の八幡神社の祭礼[12]。旧小浜24地区が隔年で12区づつ、御神輿のほか、元々小浜祇園祭の出し物だった山車、神楽、棒振り太鼓、獅子などの芸能を奉納する[12]。若狭地方最大の秋祭りで300年の伝統がある[12]。

### 名産・特産
- 若狭めのう細工
- 若狭塗（特に塗箸のシェアは日本一）
- 谷田部ネギ（谷田部地区で栽培される）
- 御食国食材
  - 若狭グジ
  - 若狭かれい
  - 若狭ふぐ[13]
  - 若狭カキ
  - 小鯛ささ漬
  - へしこ
  - サバなれずし
  - 焼きサバ、干物、鯖寿司等

### 地域おこし
オバマを勝手に応援する会
アメリカで大統領となったバラク・オバマと市名が同じであるとして小浜市の一部市民有志が勝手に結成したもの。バラク・オバマはケニアのルオ族出身であるが、日本語の姓と東アフリカの名前には類似した音を持つ場合がある。
初の暮らした町
小浜市は、浅井三姉妹の次女・初（常高院）が暮らした町であることからそのゆかりの旧跡も多い。特に常高寺や後瀬山城の麓館などは、常高院と関係が深いことで知られる。NHKの大河ドラマ「江〜姫たちの戦国〜」の放映以後、同ドラマの主人公である妹の江（徳川秀忠夫人）および姉の茶々（淀殿）と仲が良く、夫の高次との夫婦仲も睦まじかったことで知られる初により、地域おこしを図っている。
小浜はまかぜ寄席
NHKの連続テレビ小説（朝ドラ）「ちりとてちん」 の主人公が小浜市で少女期を過ごした設定であったことから、「ちりとて落語の会」がはまかぜ商店街活性化のため寄席を行っている。
市が発祥のゲーム
オバマージャン

## 出身関連著名人
若狭国の人物、小浜藩の人物、幕末小浜藩の人物も参照。

### 出身著名人
政治・行政
- 酒井忠義（小浜藩知事、京都所司代を務めた）
- 藤田孫平（衆議院議員（2期）、京都府加佐郡新舞鶴町長）
- 谷沢竜蔵（衆議院議員（立憲革新党→山下倶楽部→帝国党→大同倶楽部、大津事件弁護士）
- 山口嘉七（政治家、衆議院議員、弁護士、江若鉄道取締役）
- 横井藤四郎（政治家、衆議院議員、江若鉄道取締役）
- 添田敬一郎（内務官僚、政治家）
- 井田完二（内務官僚、井田特許事務所長）
- 辻一彦（政治家、参議院議員）
- 辻庄市（財務官僚、北陸財務局長）
- 東毅（政治家、日本共産党岡山市議会議員）
- 古川太三郎（政治家、参議院議員（1期））
- 松崎晃治（政治家、第9代小浜市長）

経済
- 山本直良（実業家、公爵岩倉具視家の元家扶、十五銀行役員、明治精糖役員、明治製菓役員、日本郵船役員、三笠ホテル創業者）
- 田中文蔵（実業家、三井物産取締役、山縣有朋の姪、山縣清子夫人）
- 須田孝太郎（実業家、蟹工船創業者）
- 村田禎介（実業家、村田機械創業者）
- 中道益平（実業家、光道園創設者）
- 井手正敬（実業家、西日本旅客鉄道（JR西日本）社長・会長を歴任。内閣法制局第一部長や文部次官を務めた井手成三は父）
- 田辺昇一（経営コンサルタント、タナベ経営（現：タナベコンサルティンググループ）創業者・元社長）
- 田村平治（料理人）
- 谷口浩（フィジー共和国 学校法人Free Bird Institute理事長、フリーバード代表、South Pacific Free Bird代表取締役社長）

学者
- 梅田雲浜（儒学者、安政の大獄により獄死、上原しん夫人（先妻）、梅田千代夫人（後妻））
- 杉田玄白（蘭学医、若狭国小浜藩医。私塾天真楼を主催）- 江戸生まれ、若狭国小浜出身
- 小杉玄適（医師）
- 小石元俊（蘭学者、蘭方医）
- 伴信友（国学者）
- 中川淳庵（医者、本草学者、蘭学者）
- 東条義門（僧侶、国学者）
- 和田維四郎（鉱物学者、書誌学者、貴族院議員）
- 木下正中（産婦人科学者、医学者、医師）
- 原田祖岳（曹洞宗僧侶、号は大雲、駒澤大学教授）
- 森岡常蔵（教育学者、文部官僚）
- 吉田恒三（音楽教育者、作曲家、佛教大学学歌作曲）
- 上田三平（考古学者）
- 梅澤濱夫（医学者、細菌学者、文化勲章受章者）
- 熊田誠（元京都大学工学部教授、京都大学名誉教授）
- 羽溪了諦（京都大学名誉教授・元龍谷大学学長）
- 今村貞夫（京都大学医学部教授、京都大学名誉教授）
- 三井徹（音楽学者）- 佐賀県佐賀市生まれ、小浜市出身
- 干潟龍祥（インド哲学者）
- 小野村胤敏（弁護士、日本大学専門学校校長、大阪理工科大学創設者）
- 石田孫太郎（養蚕研究家）
- 石田佐久馬（国語教育者）
- 杉浦貞二郎（哲学者、教育者）
- 宇野和博（視覚障害教育者）
- 藤井譲治（歴史学者）
- 森下隆（研究者、慶應義塾大学アート・センター所員）
- 三宅弘（弁護士、元日本弁護士連合会副会長、関東弁護士会連合会理事長、元自由人権協会代表理事）

芸術・文化
- 西田当百（俳人、川柳作家）
- 木村陽山（書家）
- 山本和夫（児童文学作家、詩人、元福井県立若狭歴史博物館館長、山本藤枝夫人）
- 山川登美子（歌人）- 滋賀県生まれ
- 木戸松子（芸妓、木戸孝允夫人）
- 古河三樹（編集者、歴史家）- 京都府生まれ
- 地村保（大工、東洋紡績社員）
- 笠原靖（絵本作家）
- 恋坂通夫（詩人、高教組委員長）
- きむ（詩人、写真家）
- 川口晴美（詩人）
- 前野博紀（華道家）- 富山県生まれ、小浜市出身
- 今川裕代（女性ピアニスト）
- 朝倉康心（プロ雀士）
- 福井セイ（漫画家）

スポーツ
- 浜中祥和（元プロ野球選手）- 兵庫県尼崎市生まれ、小浜市出身
- 松井武雄（元プロ野球選手、横浜ベイスターズ取締役）
- 乗替寿好（元プロ野球選手）
- 紅夜叉（元女子プロレスラー）
- 海津富美代（元卓球選手）
- 木村恵里子（元バスケットボール選手、富士通レッドウェーブ所属）
- 川畑宏美（アテネ五輪 バスケットボール日本代表）
- 阿部理（バスケットボール選手）
- 堀卓馬（ラグビー選手、セコムラガッツ所属）
- 新谷義人（ウエイトリフティング選手）

芸能
- 杉田あきひろ（歌手、俳優、NHKおかあさんといっしょ9代目うたのおにいさん）
- 高井麻巳子（元おニャン子クラブ。秋元康夫人）
- 田中なおみ（モデル、昭和54年度クラリオンガール）
- 坂田佳子（ジャズシンガー）
- 瀬戸弘司（YouTuber、舞台俳優）- 小浜市生まれ、福井市出身
- 前田まみ（お笑いタレント、女優）- 小浜市生まれ、大阪市出身
- 奥村隼也（お笑い芸人）

軍人
- 名和又八郎（海軍軍人、海軍大将）
- 名和武（海軍軍人、海軍中将）
- 平井政遒（内科医、陸軍軍医、陸軍軍医総監（中将相当）、宮内省御用掛）
- 可児悌二郎（獣医師、陸軍軍人、獣医中将）
- 儀峨徹二（陸軍軍人、陸軍中将）
- 大谷喜久蔵（陸軍軍人、華族）

その他
- 良弁（東大寺の開山）
- 明智光秀（武将、大名）- 若狭国小浜生まれ（諸説あり）、光秀の母親も小浜出身説
- 綱女（子守）
- 浅利義明（剣術家）
- 古河力作（幸徳事件（大逆事件）死刑囚）
- 山本和夫（詩人、人民戦線事件）
- 浜本雄幸（漁師）
- 中嶌哲演（国宝明通寺住職、平和運動家、反原発活動家）